# Rheinische Post
Rheinische Post je německý deník, který vychází od roku 1946. Vydavatelem je Rheinisch-Bergische Druckerei- und Verlagsgesellschaft se sídlem v Düsseldorfu. V podtitulu deníku je uvedeno „Noviny pro politiku a křesťanskou kulturu“. S 1,2 milióny čtenářů je Rheinische Post druhým největším regionálním abonentním novinovým titulem v Německu po Westdeutsche Allgemeine Zeitung (WAZ). Noviny vycházejí v 29 lokálních mutacích na území spolkové země Severního Porýní-Vestfálska.